# Judit Varga (Leichtathletin)
Judit Varga (* 16. April 1976 in Szombathely) ist eine ehemalige italienisch-ungarische Leichtathletin, die sich auf den Mittelstreckenlauf spezialisiert hat. Sie ist bis heute Inhaberin der ungarischen Landesrekorde über 800 und 1500 Meter und gewann 1998 die Bronzemedaille über 800 Meter bei den Halleneuropameisterschaften in Valencia.

## Sportliche Laufbahn
Erste internationale Erfahrungen sammelte Judit Varga vermutlich bei den Crosslauf-Weltmeisterschaften 1992 in Boston, bei denen sie nach 16:23 min auf den 99. Platz im Juniorinnenrennen gelangte. 1995 belegte sie bei den Junioreneuropameisterschaften in Nyíregyháza in 2:04,57 min den vierten Platz im 800-Meter-Lauf und gelangte mit der ungarischen 4-mal-400-Meter-Staffel mit 3:39,20 min auf Rang sechs. 1997 belegte sie bei den U23-Europameisterschaften in Turku in 2:04,78 min den sechsten Platz über 800 Meter und wurde auch im Staffelbewerb in 3:35,89 min Sechste. Im Jahr darauf gewann sie bei den Halleneuropameisterschaften in Valencia in 2:03,81 min die Bronzemedaille über 800 Meter hinter der Tschechin Ludmila Formanová und Malin Ewerlöf aus Schweden. Im August kam sie dann bei den Freiluft-Europameisterschaften in Budapest mit 2:03,05 min nicht über den Vorlauf über 800 Meter hinaus und gelangte im 1500-Meter-Lauf mit 4:18,25 min auf Rang zwölf. 1999 schied sie bei den Hallenweltmeisterschaften in Maebashi mit 4:15,99 min in der Vorrunde über 1500 Meter aus und im August schied sie bei den Freiluft-Weltmeisterschaften in Sevilla mit 2:01,72 min und 4:16,66 min jeweils in der ersten Runde über 800 und 1500 Meter aus. 2001 schied sie bei den Hallenweltmeisterschaften in Lissabon mit 4:19,45 min in der Vorrunde über 1500 Meter aus und im Jahr darauf kam sie bei den Halleneuropameisterschaften in Wien mit 2:02,43 min nicht über den Vorlauf über 800 Meter hinaus. Im August belegte sie dann bei den Europameisterschaften in München in 4:02,37 min den vierten Platz über 1500 Meter. Kurz darauf stellte sie in Zürich mit 4:01,26 min einen neuen ungarischen Landesrekord über 1500 Meter auf. 2003 schied sie bei den Hallenweltmeisterschaften in Birmingham mit 4:12,48 min im Vorlauf über 1500 Meter aus und im August schied sie bei den Weltmeisterschaften nahe Paris mit 2:02,20 min und 4:06,64 min jeweils im Semifinale über 800 und 1500 Meter aus. Kurz darauf wurde sie beim IAAF World Athletics Final in Monaco in 4:02,42 min Fünfte über 1500 Meter. Im Jahr darauf kam sie bei den Hallenweltmeisterschaften in Budapest mit 4:10,71 min nicht über die Vorrunde über 1500 Meter hinaus und im August schied sie bei den Olympischen Sommerspielen in Athen mit 4:09,36 min in der ersten Runde aus. Daraufhin gelangte sie beim World Athletics Final mit 4:12,19 min auf den zwölften Platz. Daraufhin beendete sie ihre aktive Karriere, ehe sie 2009 italienische Staatsbürgerin wurde und wieder an Wettkämpfen teilnahm. Sie startete bis 2019 im Mittel- und Langstreckenlauf sowie im Straßenlauf, ehe sie ihre Karriere im Alter von 43 endgültig beendete.
In den Jahren von 1995 bis 2004 wurde Varga ungarische Meisterin im 800-Meter-Lauf im Freien sowie von 1996 bis 2004 auch in der Halle.

## Persönliche Bestleistungen
- 800 Meter: 1:59,46 min, 12. Juni 2003 in Ostrava (ungarischer Rekord)
  - 800 Meter (Halle): 2:01,80 min, 5. Februar 1999 in Budapest (ungarischer Rekord)
- 1000 Meter: 2:37,36 min, 5. August 2003 in Stockholm
  - 1000 Meter (Halle): 2:40,16 min, 30. Januar 1999 in Stange (ungarischer Rekord)
- 1500 Meter: 4:01,26 min, 16. August 2002 in Zürich (ungarischer Rekord)
  - 1500 Meter (Halle): 4:06,04 min, 15. Februar 2004 in Karlsruhe (ungarischer Rekord)
- Meile: 4:"8,42 min, 7. August 1999 in Hechtel (ungarischer Rekord)